# Die drei Dorfheiligen (1949)
Die drei Dorfheiligen ist ein deutscher Schwarzweißfilm von 1949 des Regisseurs Ferdinand Dörfler. Er ist die erste Verfilmung des gleichnamigen Schwanks von Max Neal und Max Ferner.

## Handlung
Die drei Dorfheiligen sind die drei Honoratioren eines bayerischen Dorfes, die plötzlich mit ihren Seitensprüngen aus längst vergangener Zeit konfrontiert werden.
Ein vom Amtsgericht der Kreisstadt avisiertes Päckchen möglicherweise kompromittierender Briefe sorgt in der Gemeinde Scheibling für helle Aufregung, vor allem bei drei „ehrenwerten“ Bürgern: dem Großbauern und angedachten Bürgermeister Hilgermoser und den beiden Gemeinderäten Schmied Riedlechner und Bäckermeister Söllböck. Zumal das bewusste Packerl in die Hände des Lehrers adressiert ist, der des Bürgermeisters Tochter Vevi liebt, aber vom Bürgermeister nicht als Schwiegersohn akzeptiert wird. Der Riedlecher und der Söllböck, vor allem aber der Hilgermoser, unternehmen alles Mögliche, um die Briefe in die Hand zu bekommen, damit ihre Ehefrauen nichts von den Sünden ihrer Jugend erfahren. Davon profitiert am meisten der amtliche Briefträger Postmartl, der sich gerne bewirten und umhegen lässt, in seinem Dienst aber dennoch gewissenhaft bleibt. Der für die Bauerntochter Vevi avisierte Hochzeiter Jaköble wird von jedem der drei Schuldbewussten für den unehelichen Sohn gehalten, und um den Verwechslungen die Krone aufzusetzen, bestimmt die nicht an ihm interessierte Vevi ihre Freundin, die Schmiedetochter Annamirl, bei ihrem aufgenötigten Hochzeiter ihre Stelle einzunehmen – was Annamirl auch gerne übernimmt, denn sie und Jaköble sind sich schon bei dessen Anreise ein bisschen näher gekommen. Letztlich lösen sich natürlich alle Irrungen und Wirrungen auf – nachdem sich herausgestellt hat, dass alle drei Gemeinderäte jahrelang brav für ihr vermeintliches Kind gezahlt haben, die bewusste gemeinsam verehrte Dame aber kinderlos verstorben ist.

## Produktionsnotizen
Der Film wurde im Atelier München-Schwanthalerhöh gedreht. Die Außenaufnahmen entstanden in Berchtesgaden und Schönau. Die Uraufführung erfolgte am 28. September 1949 in München.

## Kritiken
- Film-Dienst: „Deftige Bauernkomödie, die mit dem Pharisäertum ins Gericht geht.“[2]

## Nachweise
1. ↑  Dr. Alfred Bauer: Deutscher Spielfilm Almanach. Band 2: 1946–1955, S. 57 f.
2. ↑  Die drei Dorfheiligen. In: Lexikon des internationalen Films. Filmdienst, abgerufen am 1. Mai 2017.